# The Walk (chanson de The Cure)
Pour les articles homonymes, voir The Walk.
Singles de The Cure
Let's Go to Bed
(1982) The Lovecats
(1983)
Clip vidéo
[vidéo] « The Walk », sur YouTube
The Walk est une chanson du groupe britannique The Cure sortie en single le 5 juillet 1983.
Le single se hisse jusqu'à la 12e place dans les charts britanniques et devient le premier véritable succès commercial de The Cure dans son pays d'origine, alors que le groupe a déjà connu, dans les années précédentes, des succès tout aussi importants ailleurs (notamment en Nouvelle-Zélande).
Après Let's Go to Bed, le groupe, réduit au duo Robert Smith/Lol Tolhurst, continue dans une voie pop et dansante, mais plus électronique en utilisant notamment une boîte à rythmes.

## Contenu du single
En face B du 45 tours figure le titre The Dream. Le format maxi 45 tours offre deux chansons supplémentaires : The Upstairs Room et Lament.
Les États-Unis, la France, le Canada, la Nouvelle-Zélande et les Pays-Bas ont même droit à une version de six titres, sur un mini album 33 tours. Les deux morceaux ajoutés sont ceux du single précédent : Let's Go to Bed et Just One Kiss,.
Toutes ces chansons seront incluses dans la compilation Japanese Whispers publiée en décembre 1983.
À noter que Lament avait déjà été enregistré en 1982 dans une version différente par Robert Smith, accompagné de Steve Severin, bassiste de Siouxsie and the Banshees et complice de Smith au sein du projet The Glove. Le morceau, gravé sur un disque flexible de couleur verte ou rouge suivant les éditions, était offert aux lecteurs du magazine Flexipop. Cette version a été incluse dans le coffret long box Join the Dots sorti en 2004.
Si le titre The Walk est composé par le duo Smith/Tolhurst, The Dream , The Upstairs Room et Lament sont signés Robert Smith seul.
Alors qu'il ne manquait jamais l'occasion de dénigrer Let's Go to Bed lors de sa sortie, Robert Smith se montre plus positif avec The Walk.

« J'ai toujours aimé The Walk (...) Avec The Walk, nous voulions quelque chose d'électronique parce que Laurence (Tolhurst) avait décidé du jour au lendemain de ne plus jouer de batterie. Nous n'avions encore jamais utilisé de boîte à rythmes, on voulait s'amuser avec ça. »

— Robert Smith
| 45 tours 1. The Walk - 3:30 2. The Dream - 3:12 | Maxi 45 tours 1. The Upstairs Room - 3:30 2. The Dream - 3:12 3. The Walk - 3:30 4. Lament - 4:35 |

Mini 33 tours
| 1. | The Upstairs Room | Robert Smith           | 3:30 |
| 2. | Just One Kiss     | - Smith - Lol Tolhurst | 4:09 |
| 3. | The Dream         | Smith                  | 3:12 |

| 4. | The Walk                           | - Smith - Tolhurst | 3:30 |
| 5. | Lament                             | Smith              | 4:35 |
| 6. | Let's Go to Bed (Extended version) | - Smith - Tolhurst | 7:45 |

## Réenregistrement
Les bandes avec les enregistrements originaux ayant été perdues, The Cure réenregistre The Walk en juin 1990 avant de le faire remixer par Mark Saunders. Le résultat apparaît sur la compilation de remixes Mixed Up publiée en novembre 1990 .

## Clip
Réalisé par Tim Pope, il met en scène Robert Smith et Lol Tolhurst debout dans une pataugeoire gonflable, tous les deux très fardés, le second vêtu d'une robe noire, manipulant des jouets dont une poupée.

## Classements hebdomadaires
| Classement (1983)              | Meilleure position |
| ------------------------------ | ------------------ |
| Australie (Kent Music Report)  | 34                 |
| Irlande (Irish Singles Chart)  | 19                 |
| Royaume-Uni (UK Singles Chart) | 12                 |

| Classement (1984)          | Meilleure position |
| -------------------------- | ------------------ |
| États-Unis (Billboard 200) | 177                |